# Комарово (Унинский район)
Комарово — деревня в Унинском муниципальном округе Кировской области России.

## История
Поселение возникло в XVIIIвеке. Первым поселенцем был Самоил Никифорович Калинин. 
До революции 1917 года основное население деревни составляли крестьяне: земледельцы и скотоводы, частично мелкие ремесленники. В то время в д. Комарово насчитывалось 120 дворов, проживало 727. Большую роль в этот период играли кустарные промыслы: гончарное, валенное, тележное, санное, кузнечное производства и другие. Школы в деревне не было, некоторое обучение производилось в частном порядке, но это было недостаточным, и поэтому большинство населения читать и писать не умели.
        В январе-феврале 1918 года в деревне установилась Советская власть. В 1925 году по предложению Калинина Т.Д.,  деревня Комарово была разделена на две деревни: Большое Комарово и Новое  Комарово. Образовались два сельских Совета – Большекомаровский и Малокомаровский.
        В д. Большое Комарово образованный колхоз получил название «Красный Май», председателем его был Калинин.Т.Д. В д.Новое  Комарово колхоз получил одноименное с деревней название, председателем его был Сиков В.
        С войны не вернулось в д. Большое Комарово – 32 человека, а в
д. Новое  Комарово – 20 человек.
Первая школа построена в 1921 году, в конце 1940 – начале 1950-х годов был организован детский сад, в начале 1940-х открылась изба-читальня, перед войной открылась почта, после войны – фельшерско - акушерский пункт.
        Решением исполнительного комитета Кировского областного Совета народных депутатов трудящихся от 2 сентября 1963 года были объединены населенные пункты Большое Комарово, Новое Комарово, Малое Комарово в один населенный пункт Комарово. 
       С 01 января 2006 - 31 декабря 2021 года  Комарово административный центр центр Комаровского сельского поселения. На территории  поселения находятся две школы: основная общеобразовательная школа в д. Комарово и начальная в     д.Чуваши, два фельшерско - акушерских пункта, Дом культуры и сельский клуб, библиотека, детский сад, отделение связи, магазины.

## География
Деревня находится в юго-восточной части Кировской области, в зоне хвойно-широколиственных лесов, к югу от автодороги 33Н-040, на расстоянии приблизительно 23 километров (по прямой) к юго-западу от посёлка городского типа Уни, административного центра района. Абсолютная высота — 174 метра над уровнем моря.
Климат
Климат характеризуется как умеренно континентальный, с умеренно холодной снежной зимой и тёплым летом. Среднегодовая температура — 1,5 °C. Средняя температура воздуха самого холодного месяца (января) составляет −14,7 °C (абсолютный минимум — −45 °С); самого тёплого месяца (июля) — 18,1 °C (абсолютный максимум — 37 °С). Годовое количество атмосферных осадков — 533 мм.

## Население
| 2010 |
| ---- |
| 175  |

Половой состав
По данным Всероссийской переписи населения 2010 года в гендерной структуре населения мужчины составляли 44,6 %, женщины — соответственно 55,4 %.
Национальный состав
Согласно результатам переписи 2002 года, в национальной структуре населения русские составляли 96 % из 218 чел.